# Игрушечные солдатики (фильм, 1984)
«Игрушечные солдатики» (англ. Toy Soldiers) — художественный фильм 1984 года режиссёра Дэвида Фишера.

## Сюжет
Во время каникул в Центральной Америке группа американских подростков попадает в лапы похитителей-террористов. Начинается спасательная операция, но героям удается сбежать и присоединиться к наемнику, который ведет борьбу с террористами.

## В ролях
- Джейсон Миллер
- Кливон Литтл
- Родольфо де Анда
- Терри Гарбер
- Дуглас Уорхит
- Уиллард Э. Паг
- Джим Гринлиф
- Мэри Бет Эванс
- Тим Роббинс
- Джей Бэйкер